# Tenebroides lepidus
Tenebroides lepidus is een keversoort uit de familie schorsknaagkevers (Trogossitidae). De wetenschappelijke naam van de soort werd in 1910 gepubliceerd door Albert Léveillé.